# Mauzolos

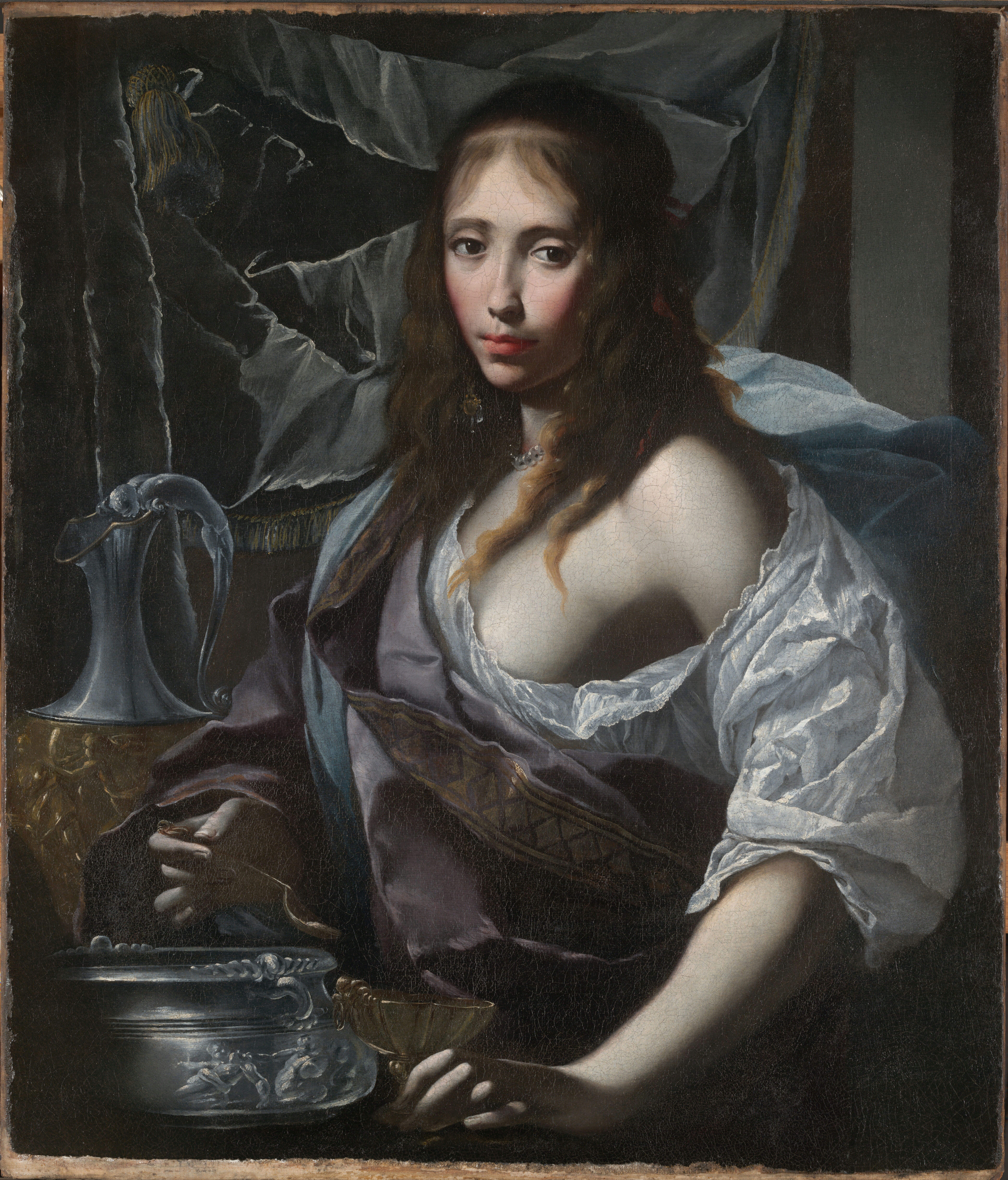
Artemizja przygotowuje się do wypicia prochów Mauzolosa

Mauzolos (stgr. Μαύσωλος) (ok. ur. 400 p.n.e., zm. 352 p.n.e.) – król Karii w latach 377 p.n.e. – 352 p.n.e. Syn Haketomnosa.
Podbił sąsiednią Licję, zajął greckie miasta na wybrzeżu Azji Mniejszej i przybrzeżne wyspy. Dzięki umiejętnej polityce stworzył z Karii państwo niemal niezależne od Persji.
Po jego śmierci żona Artemizja II ufundowała wspaniały grobowiec ku jego czci - tak zwane Mauzoleum w Halikarnasie. Jego twórcami byli tacy artyści jak Skopas (autor fryzów, czasami dość gwałtownych w wyrazie, przedstawiających sceny bitewne i sceny śmierci, znajdujących się w wielu greckich świątyniach hellenistycznego świata, w tym w świątyni Ateny Alea w Tegei w Grecji oraz w odnowionej świątyni w Efezie, na zachodnim wybrzeżu Azji Mniejszej (dzisiejsza Turcja). Oprócz Skopasa w pracach nad grobowcem wzięło udział czterech innych wybitnych rzeźbiarzy: Bryaksis, Leochares, Praksyteles i Timoteos. Grobowiec ten został on uznany za jeden z siedmiu cudów świata starożytnego.

## Życiorys
Mauzolos był dobrze obeznany z grecką filozofią i stylem życia. Mówił i czytał po grecku, zachęcał mieszkańców podległych sobie terenów do wprowadzania systemu politycznego opartego na modelu demokracji ateńskiej. Mimo to zachował ścisłe związki z Persją. Około roku 360 p.n.e. wziął udział w buncie satrapów, jednak po upadku powstania zdołał utrzymać przychylność perskiego monarchy. Jako polityk zręczny i zdolny potrafił wyjść cało z każdej opresji.

### Rządy Mauzolosa
Teoretycznie satrapa był urzędnikiem podporządkowanym władcom perskiego imperium, lecz w praktyce sprawował samodzielną, autokratyczną władzę. Mauzolos pragnął odgrywać większą rolę w polityce swojego regionu; jego władza rozciągała się m.in. na wyspy Rodos i Kos. Po otrzymaniu godności satrapy postanowił przenieść stolicę prowincji z Mylasy (dzisiejsze Milas) do Halikarnasu. Mauzolos szybko dostrzegł potencjalne zalety strategiczne miasta. Ze względu na ukształtowanie linii brzegowej stanowiło naturalne miejsce do wznoszenia fortyfikacji, a dzięki swojemu położeniu geograficznemu mogło odgrywać rolę ważnego ośrodka żeglugi i handlu. Mauzolos rozkazał swoim licznym poddanym, zwłaszcza pochodzącym z ośmiu osiedli na półwyspie, porzucić dawne domy i przenieść się do Halikarnasu oraz innych powstających miast prowincji. Wielu mieszkańców Halikarnasu było Karyjczykami z sąsiednich wsi i miasteczek.
Pod rządami Mauzolosa mieszkańcy Halikarnasu szybko przejęli styl życia charakterystyczny dla greckich miast-państw. Jednak obciążeni wysokimi podatkami, za realizację planów swojego władcy płacili wysoką cenę i w niewielkim stopniu mogli decydować o własnym losie, o czym świadczy choćby jego decyzja zmuszająca ich do porzucenia dotychczasowych osiedli oraz przekształcanie innych na wzór grecki. Pod pewnymi względami metody zastosowane przez Mauzolosa kłóciły się z deklarowanym przez niego pragnieniem naśladowania wzorców demokracji ateńskiej. Ale nawet jeśli jego poczynania nie cieszyły się szczególną popularnością, wydaje się, że jego długie panowanie było w sumie udane. Mauzolos i jego żona (która w rzeczywistości była jego siostrą) w znacznej mierze przyczynili się do rozprzestrzenienia się na podległych sobie terenach kultury hellenizmu.

### Śmierć i budowa mauzoleum
Niezależnie jednak od władzy i potęgi, jaką cieszył się za życia, dopiero śmierć Mauzolosa w roku 353 p.n.e. zapoczątkowała ciąg wydarzeń, które zapewniły mu miejsce w historii. Po śmierci wzniesiono na jego cześć niezwykłą świątynię, Mauzoleum (stąd pochodzi słowo stosowane obecnie w odniesieniu do wielkich grobowców), którą z czasem zaliczono do siedmiu cudów świata starożytnego.
Uważa się, że budowę grobowca rozpoczęto na polecenie Artemizji. Wprawdzie wydaje się mało prawdopodobne, by Mauzolos nie wyraził przed śmiercią żadnych życzeń na temat swojego grobowca, jednak pomysł wzniesienia wspaniałej budowli ku czci zmarłego był dziełem jego owdowiałej żony. Artemizja boleśnie przeżyła śmierć swojego brata-męża i, jak powiadano, z rozpaczy zjadała nawet jego popioły. Zorganizowała na jego cześć wielkie igrzyska, podczas których za zwycięzcę uznano ponoć Theopomposa, podróżnika i słynnego pisarza z IV w. p.n.e. Mimo że igrzyska zorganizowane przez Artemizję były wielkim wydarzeniem, wdowa po Mauzolosie pragnęła wznieść dla swojego męża bardziej trwały pomnik. Chociaż nie są znane prawdziwe koszty budowy Mauzoleum, sądząc na podstawie imponującej architektury grobowca, nie ulega wątpliwości, że jego budowa pochłonęła znaczną część zasobów państwa. Artemizja zmarła w roku 350 p.n.e. nie doczekawszy ukończenia budowy. Została pochowana w krypcie obok ukochanego męża.